# 段素廉
段 素廉（だん それん）は、大理国の第7代王。
1009年に即位し、翌年に明啓と改元した。